# (357) Ninina
(357) Ninina es un asteroide perteneciente al cinturón de asteroides descubierto el 11 de febrero de 1893 por Auguste Honoré Charlois desde el observatorio de Niza, Francia.
Se desconoce la razón del nombre.